# Kaisera
Kaisera (Caisero, Caesero) ist eine osttimoresische Siedlung im Suco Foho-Ai-Lico (Verwaltungsamt Hato-Udo, Gemeinde Ainaro).

## Geographie und Einrichtungen
Das Dorf wird durch die südliche Küstenstraße Osttimors, die hier weiter landeinwärts verläuft, in zwei Teile geteilt. Westlich der Straße gehören die Häuser zur Aldeia Baha, östlich zur Aldeia Raimerlau. Kaisera liegt auf einer Meereshöhe von 119 m. Südlich liegt der Nachbarort Beko, nordöstlich, jenseits des Flusses Aiasa (ein Nebenfluss des Caraulun), das Dorf Lapuro (Suco Baha).